# کونیگسهاین
کونیگسهاین (به آلمانی: Königshain) یک شهر در آلمان است که در گورلیتس واقع شده‌است. کونیگسهاین ۱٬۲۸۹ نفر جمعیت دارد.